# Estadio Mendocino de Hockey
L'Estadio Mendocino de Hockey est un stade de hockey sur gazon à Mendoza, Argentine. Il a été spécialement construit pour accueillir la Coupe d'Amérique féminine 2013, avec une capacité de 3 400 places avec des tribunes mobiles. C'était aussi le lieu du Champions Trophy féminin 2014.